# 耶输跋摩二世
耶输跋摩二世（Yasovarman II，？—1166年）柬埔寨吴哥王朝国王（1160年—1166年在位）。陀罗尼因陀罗跋摩二世的次子，阇耶跋摩七世的弟弟。他短暂的统治经历了两次叛乱。
第一次是自发的农民起义，史称罗睺之乱。
第二次是一个叫特里布婆那迭多跋摩的人领导的，它使耶输跋摩二世丧失了王位和生命。
| 前任： 陀罗尼因陀罗跋摩二世 | 柬埔寨君主列表 | 继任： 特里布婆那迭多跋摩 |